# 賴利夫
49°17′35″N 23°45′31″E / 49.29306°N 23.75861°E
賴利夫（烏克蘭語：Райлів），是烏克蘭的村庄，位於該國西部利沃夫州，由斯特雷區斯特雷市鎮負責管轄，始建於1670年，面積0.45平方公里，海拔高度280米，2001年該城鎮人口301。